# Shattered Steel
Shattered Steel (с англ. — «Расколотая сталь») — компьютерная игра в жанре меха-симулятор, выпущенная в 1996 году компанией BioWare для MS-DOS, а затем перенесенная на Mac OS ныне несуществующей компанией Logicware. Это первая игра, разработанная BioWare.

## Сюжет
Действие Shattered Steel происходит в будущем, где человечество находится на грани исчезновения. Одиночная (single-player) кампания проходит в 5 отдельных мирах (планетах), на каждой планете около 20 миссий.
Враг в игре — это группа пришельцев, которые в той или иной степени являются органическими, механическими или их комбинацией. Например: Aspis, паукообразный враг с органичным внешним видом, и Wasp, механический воздушный транспорт. По мере развития истории мы узнаем больше о том, кто контролирует пришельцев, каковы их цели и как их уничтожить раз и навсегда.

## Геймплей
Геймплей по стилю похож на серию видеоигр MechWarrior, в которой представлены механизированные сражения на двуногих машинах, называемых «Бегущие по планетам». В Shattered Steel двуногие машины-Бегуны обычно не принимают гуманоидных форм — только двое из них, Ретро и Шива, имеют отчетливую человеческую форму, и ни у кого из них нет рук. Некоторые из Бегунов основаны на животных, таких как Raptor, с агрессивной внешностью и мощными ногами с когтистыми лапами. Враги внешне более разнообразны, но в основном сосредоточены вокруг таких животных, как пауки, скорпионы и богомолы.
У всех бегунов есть определённое ограничение по весу, и их оружие, генератор щита и двигатели можно менять местами и снимать в зависимости от этого ограничения. У каждого из бегунов есть основное крепление для оружия и одно или несколько дополнительных креплений для оружия, а также щит и отсек генератора. Основное оружие установлено на голове Бегуна, и большинство из них оснащено двумя основными креплениями для пары орудий. Вторичные установки являются единичными, и оружие может быть сгруппировано, одиночно или поочередно стрелять независимо от основного оружия.
Существуют определённые наборы основного и дополнительного оружия, и они не взаимозаменяемы. Набор из трех лазерных и трех пулевых орудий, с двумя специальными энергетическими орудиями, завершающими основное оружие. Вторичное вооружение варьируется от огневых ракет, управляемых ракет и энергетических пушек до гаубиц, минометов и — на очень поздних этапах игры — ядерных ракет.
Энергетическое оружие имеет максимальное количество боеприпасов (в некоторых случаях до 200 единиц) и перезаряжается, когда оно ниже этого числа. Однако пулевое оружие не перезаряжается, и перезарядка в середине миссии невозможна. Оружие иногда можно подобрать с поля битвы за счет сброса текущего выбранного вторичного (или текущего основного) оружия. Одним из преимуществ этого является возможность поднимать оружие, слишком тяжелое для обычного использования Бегуном, за счет резкого снижения скорости.
Миссии варьируются от нападений, проникновений, разведки до защиты баз или сопровождения конвоев. Сражение довольно простое, с возможностью наклонять и поворачивать «голову» Бегуна (а иногда и весь торс), чтобы нацеливаться на врагов, находящихся не прямо перед игроком. Это особенно полезно при попытке уничтожить довольно частые столкновения с воздушно-десантными подразделениями.
Двумя основными особенностями геймплея являются локальные повреждения врагов и деформируемая местность. Локальный урон применяется ко всем вражеским элементам, тем самым позволяя игроку целиться в ноги, быстро уничтожать или выводить из строя врагов, разрушать голову, что в большинстве случаев на самом деле не смертельно, а имеет практические или комедийные цели. Например, основной враг-Бегун без головы лишается оружия, но он будет продолжать ходить — слепо — натыкаясь на игрока или здания. Деформируемая местность — это в первую очередь визуальное удовольствие при небольшом практическом использовании. Рациональное использование возможностей геймплея может дать игроку тактическое преимущество. Стрельба по краю холма может создать «зазубрину» для стрельбы сверху или снизу по цели. Самая большая возможная деформация наносится ядерной ракетой. Сопровождаемый белой вспышкой, взрыв не только уничтожает почти все, что находится в пределах своего радиуса, он также создает большой кратер и посылает ударную волну по земле, используя местность как движущуюся «стену». Это не только служит ловушкой для всех, кто выживает после взрыва, внутри глубокого горящего кратера, но и может использоваться как устройство, разрушающее горы, или чтобы разрушать практически любые преграды на пути игрока. Любую деформацию местности можно увидеть на трехмерном экране карты в реальном времени.
Всего игроку доступно 7 Бегунов по планете: Gnat, Stormguard, Invader, Warthog, Raptor, Retro и Shiva. У каждого Бегуна также есть свой бортовой компьютер со своим голосом за кадром, а в некоторых случаях и другим взглядом на вещи. Тяжелые бегуны говорят от первого лица («У меня поврежден корпус»), тогда как более легкие бегуны говорят более формально («Предупреждение: повреждение корпуса»).
Игроку помогает ещё один озвученный компьютер, расположенный на его звездолете на орбите вокруг планеты. AINIC (устройство сопряжения сетевого интерфейса с искусственным интеллектом) Mark 3, как он сам себя называет, предоставляет все сводки миссий, брифинги и обновления в середине миссии с полной озвученной поддержкой и представлен как самосознающий компьютерный объект.
В игре также есть мультиплеер и редактор миссий. Многопользовательский режим может поддерживать до 16 игроков, а режим «анархии для одного игрока» также включает в себя варианты совместной игры, пользовательские миссии, ботов и выполнение миссий одного игрока с несколькими людьми, либо с пришельцами, либо против них.

## Релиз
Перед выпуском игры в магазинах продавалось «Интерактивное превью». К этому превью прилагался мутно-красный CD-ROM «Interactive Preview» (версия для DOS) в стандартном футляре для драгоценностей, красное руководство с небольшой рекламой Interplay на лицевой стороне «Скидка 6 $ при доставке по почте …» и рекламный ролик Shattered Steel, демонстрирующий полную версию по цене 15,95 долларов, и заднюю обложку «Get Shattered» с сюжетом игры и скриншотами. Эта демонстрация не имела рейтинга на момент выпуска (ожидаемый рейтинг «RP»). Некоторые диски Interactive Preview были неисправны, что делало рабочие копии очень редкими для коллекционеров и фанатов.

## Реакция и отзывы
| Иноязычные издания | Иноязычные издания |
| Издание            | Оценка             |
| ------------------ | ------------------ |
| GameSpot           | 6,8/10 (DOS)       |
| Next Generation    | (DOS)              |
| Macworld           | [ 5 ]              |

По данным BioWare, к концу 2002 года продажи Shattered Steel превысили 170 000 экземпляров. Общая оценка игры на Gamerankings.com составила 72,67 %.
Рассматривая версию для MS-DOS, Тим Соэте из GameSpot сказал, что, хотя сюжет и интересен, Shattered Steel больше похожа на бессмысленную игру в жанре экшн, чем на MechWarrior 2: 31st Century Combat, и у неё нет такого ощущения погружения, хотя она по-прежнему доставляет удовольствие. Next Generation так же описал её как «аналогичную Earthsiege II или MechWarrior 2, но без сложностей. Она рассчитана на чистый экшен с момента, когда игроки забираются в своих гигантских роботов». Он отметил, что, несмотря на отсутствие глубины сюжета или новаторства, в игре присутствуют многочисленные миссии, выбор оружия и возможности сетевой многопользовательской игры. Майкл Гоуэн из Macworld написал, что Shattered Steel «визуально хороша (хотя на данный момент ей уже несколько лет), а игра увлекательна». Хотя он рекомендовал его поклонникам научно-фантастических симуляторов, он утверждал, что «миссии игры могли быть более разнообразным».